# Беллуски, Фернандо
Фернандо Даниэль Беллуски (исп. Fernando Daniel Belluschi; 10 сентября 1983, Лос-Киркинчос, провинция Санта-Фе) — аргентинский футболист, полузащитник «Эстудиантес» (Рио-Куарто).

## Биография

### Клубная карьера
Фернандо Беллуски воспитанник клуба «Атлетико Федерасьон». Оттуда он перешёл в клуб «Ньюэллс Олд Бойз», где провёл несколько лет в юношеских составах команды. В 2002 году Фернандо начал выступать за основной состав «Ньюэллс». Его дебют состоялся 8 сентября против «Нуэва Чикаго», в котором его команда победила 2:1. Спустя полтора года Беллуски помог клубу выиграть Апертуру чемпионата Аргентины. В том же сезоне футболистом заинтересовался клуб «Бока Хуниорс», выкупивший 50 % прав на Беллуски и другого его одноклубника, Эсекьеля Гарая.
По договору между «Ньюэллс» и «Бокой» Беллуски должен был стать игроком «Хуниорс» в июне 2006 года, однако до этого срока, в декабре 2005 года «Олд Бойз» поступило предложение от «Ривер Плейта», который смог выкупить контракт игрока за 5 млн долларов. Столь большую сумму клуб был вынужден выплатить, так как искал замену Марсело Гальярдо, уехавшему в «Пари Сен-Жермен». В 2006 году Фернандо дебютировал в составе «Ривера». В 2007 году полузащитник помог клубу выиграть Торнео Пентагонал де Верано. В Клаусуре 2007 Беллуски стал реже выходить на поле, чему помешали травмы. Однако футболист помогал клубу, забивая важные голы. Окончательно вылечившись к Апертуре, футболист стал твёрдым игроком стартового состава клуба. Беллуски играл столь хорошо, что главный тренер команды, Даниэль Пассарелла оценил потенциал Фернандо в 30-40 млн долларов. Игроком серьёзно интересовалась «Фиорентина», однако выставленная трансферная цена не устроила руководство итальянского клуба.
В декабре 2007 года греческий клуб «Олимпиакос» выкупил 60 % прав на Беллуски за 6,5 млн евро (по другим сведения 7,4 млн евро); этот трансфер стал самым дорогим в истории клуба. Сам игрок сказал: «Я ждал удачного окончания переговоров. Мечта каждого аргентинского футболиста — выступление в Европе». 27 января 2008 года аргентинец дебютировал в составе «Олимпиакоса» в матче чемпионата Греции с «Арисом». В том же сезоне он помог команде выиграть и чемпионат, и Кубок Греции. А через год повторил этот успех.
6 июля 2009 года Беллуски перешёл в португальский клуб «Порту», который выкупил 50 % прав на футболиста за 5 млн евро. Контракт был подписан до 2013 года. В команде надеялись, что Фернандо заменит своего соотечественника, Лучо Гонсалеса, перешедшего в марсельский «Олимпик». В первом же сезоне футболист помог клубу выиграть Кубок и Суперкубок Португалии. В сентябре 2010 года аргентинец продлил контракт с клубом до 2014 года. В 2011 году аргентинец помог клубу выиграть чемпионат Португалии. Тогда же им заинтересовался испанский «Атлетико Мадрид».
В январе 2012 года Беллуски заинтересовался итальянский клуб «Дженоа», желавший взять аргентинца в аренду. В том же месяце аргентинец перешёл в итальянскую команду с возможностью выкупа трансфера полузащитника за 5 млн евро.
После трёх сезонов, проведённых в чемпионате Турции, Беллуски в 2015 году присоединился к мексиканскому «Крус Асулю». Однако в этой команде он провёл только полгода, после чего вернулся на родину, став игроком «Сан-Лоренсо де Альмагро».

### Международная карьера
Впервые в состав сборной Аргентины Беллуски был вызван в 2005 году на товарищеский матч с Мексикой, однако на поле не вышел. 18 апреля 2007 года он дебютировал в составе национальной команды в товарищеской игре с Чили. Также он провёл две игры, с Чили и Венесуэлой, в отборочном турнире к чемпионату мира 2010.
1 июня 2011 года Беллуски вернулся в состав сборной, сыграв товарищеский матч против Нигерии, где аргентинцы проиграли 1:4.

### Личная жизнь
Беллуски женат. Со своей супругой Флоренсией он познакомился на своей родине, в городе Лос-Киркунчос. Когда Фернандо было 17 лет, они обручились.
Лучшим другом Беллуски является другой футболист, Игнасио Скокко. Фернандо и Игнасио являлись шаферами на свадьбах друг друга. Более того, Беллуски стал крёстным отцом дочери Скокко, Евы.

## Титулы и достижения
- Чемпион Аргентины (1): Апертура 2004
- Обладатель Суперкубка Аргентины (1): 2015
- Чемпион Греции (2): 2007/08, 2008/09
- Обладатель Кубка Греции (2): 2007/08, 2008/09
- Чемпион Португалии (1): 2010/11
- Обладатель Кубка Португалии (2): 2009/10, 2010/11
- Обладатель Суперкубка Португалии (3): 2009, 2010, 2011
- Победитель Лиги Европы (1): 2010/11
- Финалист Южноамериканского кубка (1): 2020
- Чемпион Южной Америки (до 20 лет) (1): 2003